# Беса (Кавая)
Футбольний клуб «Беса» Кавая (алб. Klubi Sportiv Besa Kavajë) — албанський футбольний клуб із Каваї, заснований 1925 року. Виступає у албанській Суперлізі.

## Досягнення
Кубок Албанії
- Володар кубка (2): 2007, 2010

Суперкубок Албанії
- Володар суперкубка (1): 2010